# 吴道子

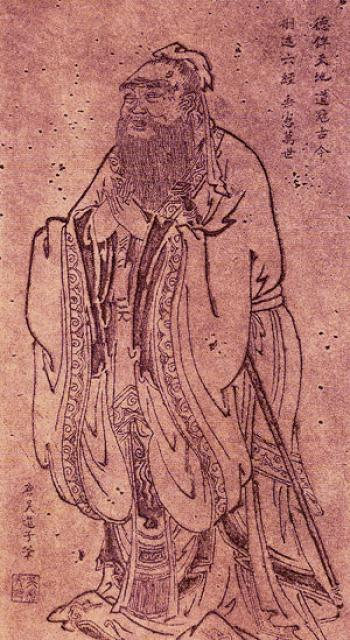
孔子像，（传）吴道子绘

吴道子（680年—759年:141），又称吳道元，字道子，後改名為道玄，画史尊称“吴生”。阳翟（今河南禹州市）人。唐代画家，被称为“百代画圣”。

## 生平
出生年份為685-758。吴道子幼年家境贫寒，初为民间画工，相传曾随张旭、贺知章学习书法，年轻时即有画名。后来作了山东兖州瑕丘县尉，不久即辞职。漫游洛阳，从事壁画创作。时曾为将军裴旻作画，被当时人将张旭草书、裴旻舞剑、吴道子作画同时称为“三绝”。
开元年间以善画被唐玄宗召入宫中，历任供奉、中书省内教博士，改为道玄，后官宁王友（官名），此后一直为宫廷作画。通过观赏公孙大娘舞剑，体会用笔之道。吴道子擅佛教、道教人物画，还有神鬼、人物、山水、鸟兽、草木、楼阁等，尤精于佛道、人物，长于壁画创作，据载他曾于长安、洛阳两地寺观中绘制壁画多达300余堵，奇踪怪状，无有雷同，其中尤以繪于長安景云寺的《地狱变相》闻名于时:143。

## 风格
吴道子的绘画具有独特风格。早年笔法较细，风格稠密；中年变为遒劲，宋代画家米芾形容吴道子笔下圆润似“莼菜条”，滑溜细腻，波浪起伏，点划之间，时见缺落，有笔不周而意周之妙。后人把他和张僧繇并称“疏体”。吴道子所画人物衣褶，飘飘欲举，线条遒劲，潇洒秀逸，当时人将他和北朝齐时代著名画家曹仲达相提并论，称他们为“吴带当风，曹衣出水”，因为曹仲达画中的人物，衣服常紧裹在躯体上；而吴道子笔下的人物，大袖飘飘，线条流畅。他利用线条的宽窄变化表现物体的凹凸，使线描的画面具有立体感。他喜用焦墨勾线，略施淡彩，自然超出绢素，称为“吴装”。作画线条简练，笔才一二，象已应焉。其山水画作蜀道之景，自为一家；又传曾于大同殿壁画嘉陵江三百余里山水，一日而毕。吴道子的绘画对后世影响极大，他被人们尊为“画圣”，被民间画工尊为祖师。苏轼曾称赞他说“画至吴道子，古今之变、天下之能事毕矣”、“出新意于法度之中，寄好理于豪放之外”。

## 作品
吴道子在史籍中富有盛名，但因为他大量的创作是壁画，所以很少有传世作品保留下来，无真迹传世，传至今日的《送子天王图》可能为宋代摹本，但已经可以窥见吴道子笔法的精髓；另外还流传有《道子墨宝》等摹本；敦煌莫高窟第103、45、320、172窟及榆林窟25窟等洞窟的大型經變畫亦被认为是他的画风；徐悲鸿曾经获得一幅残卷，经他和张大千鉴定，认为是吴道子真迹，可能是一幅壁画的草图，暂根据画中人物取名为《八十七神仙卷》，此幅画气势磅礴，人物闲适秀丽，是中国古代画的精品。